# Prosument
Prosument – zbitka wyrazów „producent” lub „profesjonalista” i „konsument”, przy czym chodzi tu o konsumenta zaangażowanego we współtworzenie i promowanie produktów ulubionej marki albo w jednoczesną produkcję i konsumpcję dóbr lub usług. Początkowo pojęcie „prosument” było jedynie połączeniem słów „producent” i „konsument”.
Często przez prosumenta rozumie się prosumenta energii odnawialnej, która to instytucja ma ważną rolę w transformacji energetycznej.

## Prosument energii odnawialnej
Prosument energii odnawialnej to odbiorca końcowy wytwarzający energię elektryczną z odnawialnych źródeł energii (w Polsce najczęściej z mikroinstalacji fotowoltaicznej) z założenia przeznaczoną do zaspokojenia własnych potrzeb.
Rozwinięciem prosumenta energii odnawialnej jest fleksument, w literaturze zagranicznej znany jako prosumager. To prosument z magazynem energii, dzięki czemu może zapewnić usługi elastyczności, stabilizując sieć energetyczną oraz lepiej skorelować własne zapotrzebowanie na energię z produkcją energii. 
Ze względu na charakterystyczną dla odnawialnych źródeł energii zależność od pogody, część wytwarzanej energii nie jest wykorzystana przez prosumenta, a zostaje wysłana do sieci energetycznej, w innych momentach prosument pobiera z sieci więcej energii niż produkuje. W różnych krajach stosuje się różne metody rozliczeń, na przykład net-billing, system opustów i taryfa gwarantowana.

### Taryfa gwarantowana
Taryfa gwarantowana (ang. feed-in-tariff) to rozwiązanie, w której prosument sprzedaje energię elektryczną do sieci po stałej cenie przez wiele lat. Taryfy gwarantowane to rozwiązanie prawne powszechnie stosowane w USA, Australii, Niemczech i Japonii. W Polsce została wprowadzona w 2015 roku, lecz szybko została zastąpiona przez system opustów.

### System opustów
System opustów (net-metering) to system rozliczeń, w którym prosument energii odnawialnej może bezpłatnie odebrać określoną część energii wyeksportowaną do sieci energetycznej, zwykle w rozliczeniu rocznym.
System opustów przysługiwał w Polsce nowym prosumentom, którzy zgłosili swoje mikroinstalacje w okresie od 1 lipca 2016 do 31 marca 2022 roku. W tym czasie moc instalacji fotowoltaicznych w Polsce wzrosła z 199 MW do ponad 9000 MW, z czego większość przyłączonych mocy pochodziło z instalacji prosumentów energii odnawialnej.

### Net-billing
Net-billing to system rozliczeń, w którym prosument sprzedaje energię elektryczną po cenie dynamicznej, w różnym stopniu dokładności odzwierciedlającej sytuację na giełdzie energii.
W Polsce rozliczani na zasadzie net-billingu są prosumenci, których instalacja została zgłoszona po 1 kwietnia 2022. Wartość każdej kilowatogodziny energii oddanej do sieci ustalana jest na podstawie średniej ceny sprzedaży energii elektrycznej na Towarowej Giełdzie Energii z poprzedniego miesiąca, a od lipca 2024 – na podstawie ceny godzinowej.

## Historia i rozwój koncepcji
Koncepcja „prosumpcji” po raz pierwszy pojawiła w 1972 roku, kiedy to Marshall McLuhan i Barrington Nevitt postawili tezę, że wraz z rozwojem nowych technologii elektrycznych konsument może coraz częściej stawać się producentem. Dopiero jednak w 1980 roku termin został wprowadzony w książce The Third Wave przez Alvina Tofflera, pisarza i futurologa.
Z punktu widzenia nauk ekonomicznych prosumpcję definiuje się jako podjęte przez konsumenta czynności kreujące wartość, w wyniku których zostaje wytworzony produkt, który ostatecznie zostaje przez niego skonsumowany, a czynności te stają się doświadczeniami konsumenta z produktem.
Termin prosumpcja w sensie socjologicznym jest rozumiany zaś jako zjawisko będące przyczyną rozmycia dotychczasowego podziału na rynku na sferę produkcyjną oraz sferę konsumpcyjną. Jest to proces obejmujący uczestniczenie jednostek bądź zorganizowanych grup prosumentów w czynnościach wytwarzania produktu przeznaczonego dla własnego użytku.
Prosument jest zaś uczestnikiem procesu prosumpcji, czyli użytkownikiem/konsumentem wytwarzającym produkt w celu jego skonsumowania we własnym zakresie, inaczej mówiąc produktu wytworzonego na własny użytek.
W wyniku działalności prosumenta wytworzone może być zarówno dobro materialne, usługa, jak również koncepcja.
Toffler podzielił prosumenta na dwie główne kategorie:
- prosumenta zaangażowanego w czynności prosumpcji pierwszej fali
- prosumenta zaangażowanego w czynności prosumpcji trzeciej fali.

Prosument pierwszej fali oczekuje głównie korzyści ekonomicznych płynących z czynności prosumpcyjnych, natomiast prosument trzeciej fali także korzyści społecznych i ekologicznych. Różnice w poziomie odczuwanych przez prosumenta korzyści można zilustrować, porównując prosumentów z krajów wysoko rozwiniętych oraz rozwijających się.
Kolejną płaszczyzną, na której można dokonać klasyfikacji prosumpcji oraz prosumenta jest stopień i zakres kooperacji pomiędzy uczestnikami tego procesu. Prosumenta ze względu na zakres współpracy z pozostałymi uczestnikami rynku dzielimy na prosumenta uczestniczącego w:
- prosumpcji indywidualnej: cechuje ją całkowity brak kooperacji, pełna niezależność prosumenta od innych uczestników rynku, występuje wtedy, gdy prosument jako jednostka uczestniczy w procesie prosumpcji samodzielnie
- intraprosumpcji: to prosumpcja kolektywna, zachodzi wyłącznie w obrębie grupy prosumentów. Prosument uczestniczy w procesie współprojektowania lub koprodukcji produktu (przykładowo tworzenie otwartego oprogramowania, uzupełnianie wiedzy w bazie danych Wikipedii)
- interprosumpcji: zachodzi ona pomiędzy grupą prosumentów a producentem. Występuje w formie współpracy prosumenta internauty z producentem za pośrednictwem portali społecznościowych w celu opracowania nowych lub ulepszenia istniejących produktów (np. smaku produktów spożywczych).

Równie istotnym podziałem jest podział ze względu na etap produkcji, w którym uczestniczy prosument i jest związany z procesem kreowania wartości; można rozróżnić trzy jego główne etapy: etap początkowy, przedział centralny oraz etap końcowy. Przedziały te obejmują najczęściej czynności takie jak: badania rynku i projektowanie, gromadzenie surowców i wytwarzanie, marketing i reklama, sprzedaż i zakup, użytkowanie i konsumpcja oraz czynności post-konsumpcyjne, czyli utylizacja i recycling. Zauważyć jednak należy, iż prosument skłania się równie często do udziału we wszystkich etapach produkcji jednocześnie, co oznacza zarazem, iż uczestniczyć może on we wszystkich fazach wchodzących w skład procesu kreowania wartości.
Należy również nadmienić, że za prosumenta (w nowoczesnym tego słowa znaczeniu) uznawany jest również konsument mający szeroką wiedzę o interesujących go produktach i usługach. Wiedzę tę wykorzystuje przy podejmowaniu decyzji zakupowych, a także chętnie przekazuje ją innym. Stara się, zwłaszcza za pośrednictwem Internetu, mieć aktywny udział w tworzeniu oraz w promowaniu produktów i usług jego ulubionej marki.
Aktywność prosumentów widoczna jest również w obszarze zrównoważonego rozwoju, a w szczególności ochrony środowiska. Określenie „prosument” jest używane, między innymi, w stosunku do producentów/konsumentów energii z mikro i małych źródeł odnawialnych. Wdrażanie rozwiązań energetyki rozproszonej tj. idea Autonomicznych Regionów Energetycznych czy Program Prosument, określane jest mianem prosumeryzmu energetycznego.
Prosumeryzm (w szerokim tego słowa znaczeniu) można zdefiniować jako zbiór zachowań społecznych i postaw prosumenckich, które uznają za wyznacznik wartości produktu maksymalizację korzyści materialnych, jak również niematerialnych, tych płynących z procesu produkcji, jak również tych powstających w momencie konsumpcji.
Prosumeryzm (poza formą społeczną i energetyczną) może przyjmować również formę polityczną (np. demokracja elektroniczna, demokracja bezpośrednia, demokracja energetyczna, jednomandatowe okręgi wyborcze) lub gospodarczą (rynki i gospodarki prosumenckie); może również stanowić podstawę do tworzenia nowego rodzaju ładu społeczno-gospodarczo-politycznego, stwarzając alternatywę dla rozwiązań oferowanych przez kapitalizm (lub komunizm).
Jedną z uczelni wyższych zajmujących się tematyką zachowań prosumenta na rynkach międzynarodowych jest Uniwersytet Techniczny w Monachium.

## Inne znaczenie
Termin „prosument” może też oznaczać nabywcę zaawansowanych technicznie towarów (na przykład kamer cyfrowych) o jakości (a więc i cenie) pośredniej między profesjonalną (biznesową) a standardową (konsumencką).